# Тюлюпо, Александр Гаврилович
Александр Гаврилович Тюлюпо (15.08.1917, Пермский край — 11.12.1996) — советский военнослужащий, участник Великой Отечественной войны, полный кавалер ордена Славы, помощник командира взвода разведки 23-го гвардейского кавалерийского полка, гвардии старший сержант — на момент представления к награждению орденом Славы 1-й степени

## Биография
Родился 15 августа 1917 года в деревне Петрушонки Сивинского района Пермского края в крестьянской семье. Окончил 4 класса. Работал бригадиром тракторной бригады.
В Красной Армии с 1938 года. На фронте в Великую Отечественную войну с июня 1942 года. Воевал в полковой разведке. К лету 1944 года гвардии старший сержант Тюлюпо — командир отделения взвода разведки 23-го гвардейского кавалерийского полка.
В июле 1944 года в районе населенного пункта Курейша гвардии старший сержант Тюлюпо участвовал в разведке боем. В схватке с противником уничтожил 8 вражеских солдат, 4 взял в плен.
Приказом от 22 июля 1944 года гвардии старший сержант Тюлюпо награждён орденом Славы 3-й степени.
21 января 1945 года в районе города Алленштайн, находясь в разведывательной группе, захватил в плен 5 и уничтожил свыше 10 вражеских солдат. При отходе группы прикрывал разведчиков огнём из захваченного у врага пулемета.
Приказом от 27 марта 1945 года гвардии старший сержант Тюлюпо награждён орденом Славы 2-й степени.
1 мая 1945 года Тюлюпо в составе группы конного разъезда при подходе к городу Райнсберг вступил в бой с противником. Несколько противников были убиты, 5 захвачены в плен.
Указом Президиума Верховного Совета СССР от 29 июня 1945 года за исключительное мужество, отвагу и бесстрашие в боях с вражескими захватчиками гвардии старший сержант Тюлюпо Александр Гаврилович награждён орденом Славы 1-й степени. Стал полным кавалером ордена Славы.
В 1945 году был демобилизован. Вернулся на родину. Работал председателем колхоза, бригадиром тракторной бригады, заведовал фермой в совхозе «Северный коммунар» Сивинского района. Член КПСС с 1962 года. Позднее переехал в город Александровск Пермской области. Работал машинистом насосной станции. Скончался 11 декабря 1996 года.
Награждён орденами Отечественной войны 1-й степени, Славы 3-х степеней, медалями.